# رالف مورتيمر
رالف مورتيمر (7 يوليو 1869 - 3 مايو 1955) (بالإنجليزية: Ralph Mortimer) هو لاعب كريكت بريطاني (وحمل سابقاً جنسية المملكة المتحدة لبريطانيا العظمى وأيرلندا).